# سونگکلا
سونگکلا (به لاتین: Songkhla) یک شهر در تایلند است که در استان سونگکلا واقع شده‌است. سونگکلا ۹٫۲۷ کیلومتر مربع مساحت و ۷۵٬۰۴۸ نفر جمعیت دارد و ۱۱ متر بالاتر از سطح دریا واقع شده‌است.

## خواهرخوانده
شهر جایاپورا خواهرخواندهٔ سونگکلا هست.